# Andrea Eskau
Andrea Eskau (Apolda, 21 de marzo de 1971) es una atleta paralímpica alemana, que se desempeña en triciclo manual, biatlón paralímpico y esquí de fondo.
Ganó tres medallas de oro en los Juegos Paralímpicos de Verano. En 2014, recibió otra medalla de oro en los Juegos Paralímpicos de Invierno de 2014 en Sochi, Rusia. En 2013, fue ganadora de esquí sentado de fondo en el Campeonato Mundial de Esquí Nórdico del IPC. También compitió en los Juegos Paralímpicos de 2016 en Río de Janeiro ganando una medalla de oro en la carrera de ciclismo en ruta H5 y llevándose a casa una medalla de bronce en la contrarreloj H4-5. En 2018, compitió en sus terceros Juegos Paralímpicos de Invierno y ganó el oro en los 10 kilómetros y 12,5 km en biatlón sentado.
Quedó parapléjica en 1998 cuando chocó su bicicleta camino a la escuela. El accidente provocó la rotura de muchas vértebras, lo que la dejó sin el uso de sus piernas y, por lo tanto, en silla de ruedas.